# Endverbleibserklärung
Die Endverbleibserklärung (EVE, Endverbleibsdokument, Endverbleibskausel, Kundenerklärung) bzw. End-user certificate (EUC) ist ein von einem Warenempfänger zu unterschreibendes Dokument, in dem die Nutzung der Ware für einen bestimmten Zweck und ggf. das Empfängerland dokumentiert sind.
Endverbleibserklärungen werden in verschiedenen Bereichen benutzt, u. a.
- beim Verkauf von Chemikalien, die unter das Chemiewaffenübereinkommen (CWÜ) fallen[1]. Für diese Stoffe bzw. Waren werden staatliche Endverbleibserklärungen benötigt (siehe Artikel 9 Abs. 2 EG-Dual Use-VO und § 17 Abs. 2 Außenwirtschaftsverordnung (AWV)). Eine weltweite Liste der Regierungsstellen, die Endverbleibserklärungen ausstellen findet sich auf den Internetseiten des Bundesamtes für Wirtschaft und Ausfuhrkontrolle (BAFA)
- beim Verkauf bestimmter Drogenausgangsstoffe[2]
- beim Verkauf von Schusswaffen
- beim Export von Kriegswaffen und sonstigen Rüstungsgütern[3]
- beim Export sogenannter Dual-Use-Güter.[1]

Wirtschaftsgüter, die nur mit einer Endverbleibserklärung an einen Empfänger weitergegeben werden dürfen, unterliegen somit einer rechtlichen Kontrolle. Mithilfe der Endverbleibserklärung soll in erster Linie die zweckgerichtete Nutzung des Wirtschaftsgutes sichergestellt werden. Im Rahmen der Exportkontrolle wird darüber hinaus auch der Export von Waren in bestimmte Länder kontrolliert oder sogar verboten (bei Embargos).